# Der Zürich-Krimi: Borchert und der fatale Irrtum
Borchert und der fatale Irrtum ist ein Fernsehfilm aus der Kriminalfilmreihe Der Zürich-Krimi. Er wurde im Auftrag von ARD Degeto für Das Erste produziert. Die 8. Folge der Filmreihe wurde am 30. April 2020 erstausgestrahlt.

## Handlung
Anwältin Dominique Kuster kann einen beruflichen Erfolg verbuchen, als ihr minderjähriger Mandant Stefan, das älteste von drei Pflegekindern, mildernde Umstände bekommt. Nach der Gerichtsverhandlung erfährt sie allerdings, das Stefans Pflegevater Christian Hunziker bei einem Autounfall tödlich verunglückt ist. Im Autowrack findet Kusters Anwalt-Partner Thomas Borchert einen Insulinpen von Christian Hunziker und lässt untersuchen, ob es sich dabei um eine Fehlcharge handelte. Polizei-Hauptmann Furrer, den Borchert um Hilfe bittet, findet heraus, dass der Pen manipuliert und das Insulin durch Kochsalzlösung ersetzt worden ist – es war also Mord. Als dann ans Licht kommt, dass Christian Hunziker eine Affäre mit einer Kollegin hatte, gerät Christians Frau Martina unter  Tatverdacht und die Jungs, allen voran der kleine Max, brauchen alle Hilfe von Borchert und Kuster, um als Familie zusammenbleiben zu können.

## Hintergrund
Der Film wurde vom 14. Mai 2019 bis zum 16. Juli 2019 an Schauplätzen in Zürich sowie in der tschechischen Hauptstadt Prag gedreht.

## Rezeption

### Kritik
Rainer Tittelbach von Tittelbach.tv wertete Borchert und der fatale Irrtum mit 3,5 Sternen und schrieb dazu: „Der siebte Film der Degeto-Reihe ‚Der Zürich-Krimi‘ (Graf Film) war ein an Hochspannung kaum zu übertreffender Thriller. Im Vergleich dazu fallen die Episoden acht und neun in verschiedener Hinsicht eine Nummer kleiner aus.“

### Einschaltquoten
Bei der Erstausstrahlung verfolgten 7,16 Millionen Zuschauer die Filmhandlung, was einem Marktanteil von 21,5 Prozent entsprach. Bei den 14–49-Jährigen verfolgten 0,60 Millionen Zuschauer die Filmhandlung, mit einem Marktanteil von 6,4 Prozent.

## DVD
Der Titel ist am 7. Januar 2021 auf DVD erschienen.
Die DVD wurde von P&P Creatives im Auftrag der Polarfilm produziert.